# Luanti
Luanti oder auch Minetest (ursprünglich Minetest-c55) ist eine freie Open-World-Game-Engine mit eigenem Spiel für Microsoft Windows, Linux, FreeBSD, Android und macOS.
Die Engine und das Spiel wird seit 2010 unter der Leitung von Perttu Ahola (alias „celeron55“) unter Mithilfe einer wachsenden Gemeinschaft weiterentwickelt.
Technisch ist die Engine besonders auf zwei Ziele fixiert. Der Spielinhalt soll einfach modifizierbar und erweiterbar sein (mittels Lua), sowie nativ auf älteren und neuen Maschinen funktionieren. Dazu ist Minetest in C++ implementiert und nutzt die 3D-Grafik-Engine Irrlicht.
Am 13. Oktober 2024 erfolgte die Umbenennung von Minetest nach Luanti.

## Spiel
In zufällig generierten Welten, die aus Blöcken bestehen, kann der Spieler verschiedene Rohstoffe abbauen, diese miteinander kombinieren und die Welt nach seinem Belieben gestalten.
Minetest wurde inspiriert von Infiniminer, Minecraft und ähnlichen Sandbox-Spielen. Das Spiel hat kein Ziel oder Ende, jedoch liegt der Fokus auf dem Konstruieren von Bauwerken aus Blöcken mit verschiedenen Texturen in einer 3D-Welt, auch bekannt als Voxel-Welt. Dem Spieler stehen zwei Spielmodi zur Verfügung: Der Überlebensmodus (Survival), in dem der Spieler alle von ihm benötigten Rohstoffe erst sammeln muss, und der Kreativmodus (Creative), in dem der Spieler unbegrenzt über Rohstoffe verfügt. Die Spielfigur kann mit Fähigkeiten ausgestattet werden, die ihm erlauben zu fliegen, sich durch Wände hindurch zu bewegen und sich zu teleportieren. Im Mehrspielermodus sind die zur Verfügung stehenden Fähigkeiten und der Spielmodus individuell vom Server vorgegeben.

### Spielprinzip

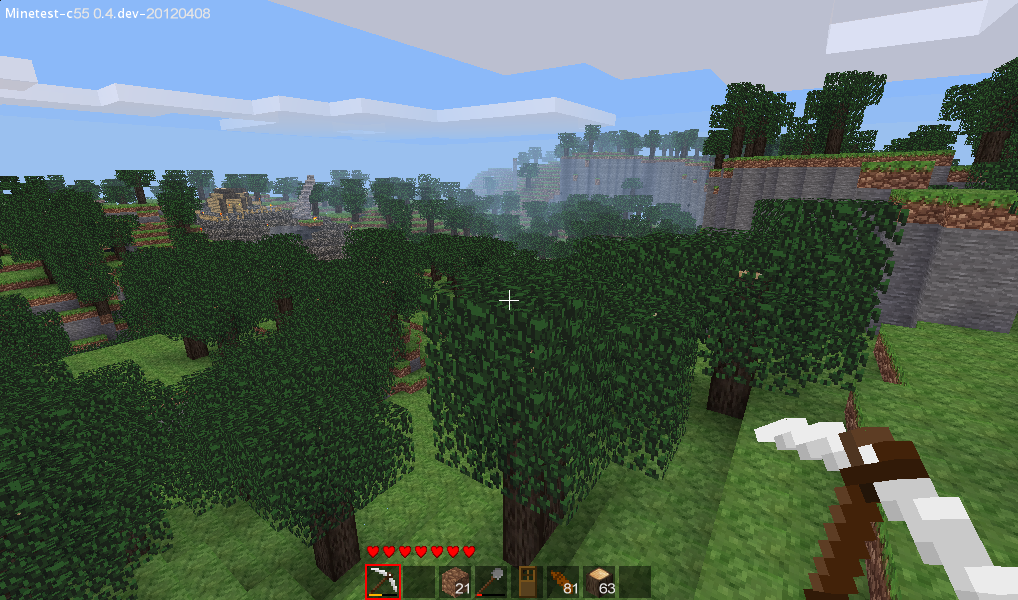
Screenshot aus dem Spiel

Die Spielwelt besteht aus 3D-Blöcken mit einer Kantenlänge von 1 m und verschiedenen Texturen, die deren Materialien (z. B. Holz, Erde, Stein) repräsentieren. Sie sind in einem festen Koordinatensystem angeordnet. Aus diesen Blöcken werden an die Erde angelehnte Landschaften generiert, die aus Hügeln, Seen und Höhlen bestehen und bei jedem Spieldurchlauf zufällig generiert werden. Darüber hinaus ist die Spielwelt in Biome unterteilt, die den Vegetationszonen der Erde nachempfunden sind.
Die Spielfigur kann sich frei in der Landschaft bewegen und die Materialien, die sie um sich herum findet, abbauen. Diese neu erworbenen Materialien kann sie nun wieder in der Welt platzieren. Auf diese Weise kann der Spieler Gebäude oder Gebilde errichten. Um neue Gegenstände oder nicht in der Welt generierte Blöcke zu erlangen, muss der Spieler sie herstellen (im Spiel heißt dieser Vorgang „craften“) oder er erstellt Werkzeuge, um sie abzubauen (z. B. braucht er eine Spitzhacke, um Stein oder Mineralien abzubauen). Außerdem hat der Spieler die Möglichkeit, einen Ofen herzustellen, mit dessen Hilfe er Materialien schmelzen oder Lebensmittel zubereiten kann.
Von den Entwicklern wurde ein fiktives Mineral namens MESE hinzugefügt, welches die Herstellung von besonders stabilen Werkzeugen erlaubt und als Ausgangsmaterial für die Schaltungs-Modifikation „Mesecons“ verwendet wird und somit vergleichbar mit dem Mineral „Redstone“ in Minecraft ist. Bis zur Version 0.4.16 wurden ebenfalls selten Blöcke generiert, welche die Nyan Cat nachahmten. Aus rechtlichen Gründen wurde dieser Inhalt allerdings aus dem Spiel entfernt.
Die Spielwelt wird fortlaufend um die Spielfigur herum generiert, während sie sich durch die Welt bewegt, und ist in ihrer Ausdehnung sowohl zu den Seiten, als auch in ihrer Höhe nur durch technische Grenzen limitiert. Dies wird ermöglicht, indem die Daten der Spielwelt in kleinere Sektionen, sogenannte „MapBlocks“, zerteilt werden. Von denen werden nur diejenigen, welche im Moment von einer Spielfigur gesehen werden können, in den Speicher geladen oder generiert. Minetest besitzt zwei Spielmodi: Überlebensmodus und Kreativmodus.

#### Überlebensmodus
In diesem Modus gibt es eine Lebensanzeige, die durch Schaden von Angriffen von Monstern oder anderen Spielern, von einem zu tiefem Fall, Ertrinken oder durch Verbrennen in Lava verringert wird, bis die Spielfigur stirbt. In diesem Fall respawnt die Spielfigur wieder mit voller Lebensanzeige am ersten Punkt der Welt, in der sie gestartet ist, jedoch ohne den Inhalt seines Inventars. Dieses bleibt in einem speziellen Block an der Stelle zurück, an der die Spielfigur verstorben ist. Die Lebensanzeige kann durch Essen von Äpfeln oder anderer Nahrung wiederhergestellt werden.
Die Spielfigur kann verschiedene Ressourcen erwerben, um daraus Waffen, Werkzeuge und Essen herzustellen. Indem sie seltenere Ressourcen sammelt, kann sie bessere und effektivere Gegenstände erzeugen. Einige Blöcke lassen sich mit den bloßen Händen abbauen, andere benötigen spezielle Werkzeuge. Mit einer Spitzhacke kann die Spielfigur Minenschächte anlegen und Mineralien abbauen. Diese kann sie in einem Ofen einschmelzen und zur Herstellung von effektiveren Werkzeugen und Waffen verwenden.
Das Spiel hat ein Inventarsystem, das die maximale Anzahl an Gegenständen, die die Spielfigur tragen kann, begrenzt. Das Inventar hat Platz für 32 Stapel von einem bis zu beliebig vielen Gegenständen (meistens jedoch auf 99 begrenzt). Die Spielfigur kann Truhen erstellen, in denen sie Gegenstände lagert, die der Spieler nicht ständig mit sich führen will. Diese haben die gleiche Inventargröße wie das Inventar der Spielfigur.
In den Standardeinstellungen sind Spieler gegen Spieler (PvP-)Kämpfe erlaubt. Diese Einstellung kann von Server-Administratoren geändert werden.
Freundliche und feindliche NPCs, auch bekannt als Mobs, sind derzeit (Version Minetest 5.1.0) nicht direkt im Spiel enthalten, können aber durch Dritt-Modifikationen (Mods) hinzugefügt werden. Einige Mods fügen freundliche Tiere hinzu, die während des Tages erscheinen und oftmals nützliche Materialien liefern, während andere Mods das Spiel um Monster, die nur nachts oder in dunklen Gebieten erscheinen, ergänzen. Solche Kreaturen können die Spielfigur verletzen und töten.

#### Kreativmodus

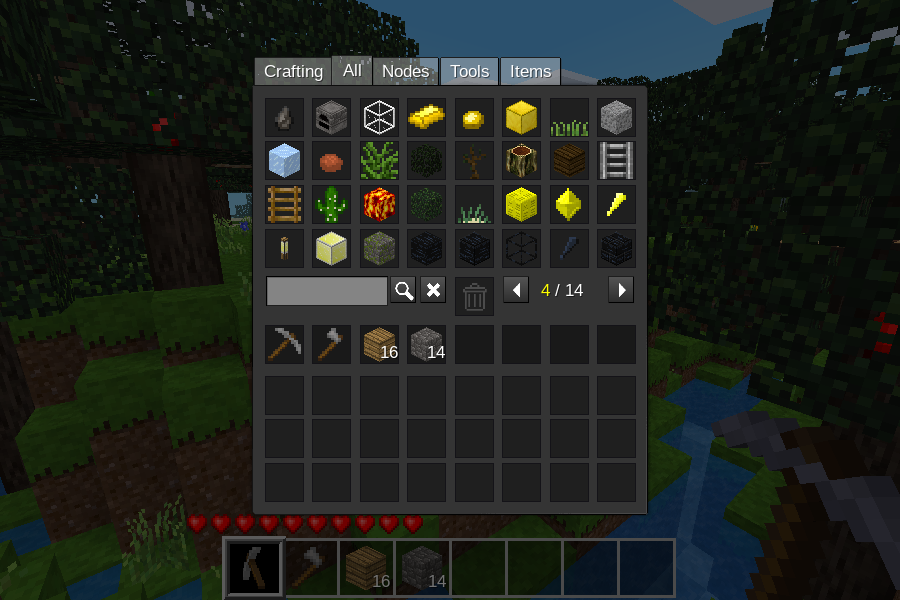
Standardansicht vom „Creative“-Reiter im Inventar

Im Kreativmodus liegt der Fokus auf dem Bauen. Deshalb verfügt der Spieler über einen unbegrenzten Zugriff auf alle Ressourcen im Kreativmodus-Inventar. Die Items und Blöcke können einfach in das normale Inventar gezogenen werden. Im Kreativmodus können alle Monster genauso wie im Survival-Modus spawnen. Alle durch Dritt-Modifikationen (Mods) hinzugefügten Blöcke erscheinen ebenfalls automatisch im Kreativmodus-Inventar.

## Einzel- und Mehrspielermodus
Minetest kann sowohl im lokalen Einzelspieler- als auch im Mehrspielermodus in einem Netzwerk gespielt werden.
Im Einzelspielermodus wird ein lokaler Server erstellt, zu dem nur der Einzelspieler-Client eine Verbindung aufbauen kann. Der Spieler hat so alle Möglichkeiten, die ein Server Administrator auch hat, wie zum Beispiel seiner Spielfigur das Fliegen zu erlauben oder ihr Gegenstände zu geben, ohne diese abgebaut zu haben.
Im Mehrspielermodus verbindet sich der Spieler mit einem Server, der Minetest ausführt und es anderen erlaubt, sich in das Spiel einzuloggen. So können sich mehrere Spieler mit einem Server verbinden und in Echtzeit miteinander bauen, chatten und Materialien austauschen. Es ist außerdem möglich, dass die Spieler in Gruppen gegen Feinde oder gegen andere Spielergruppen kämpfen können (PvP), wenn der Server-Administrator dies erlaubt. Was Spieler auf einem Mehrspieler-Server machen können, hängt von den Server-Einstellungen und installierten Mods ab (siehe Abschnitt Modding).
Jede Kopie von Minetest hat sowohl einen grafischen Client als auch einen auf einer Kommandozeile laufenden Server. Der grafische Client kann auch als dedizierter Server fungieren, der solange läuft, bis der Administrator das Spiel beendet. Dadurch wird unkompliziertes Spielen im LAN ermöglicht.

## Minetest anpassen

### Modding

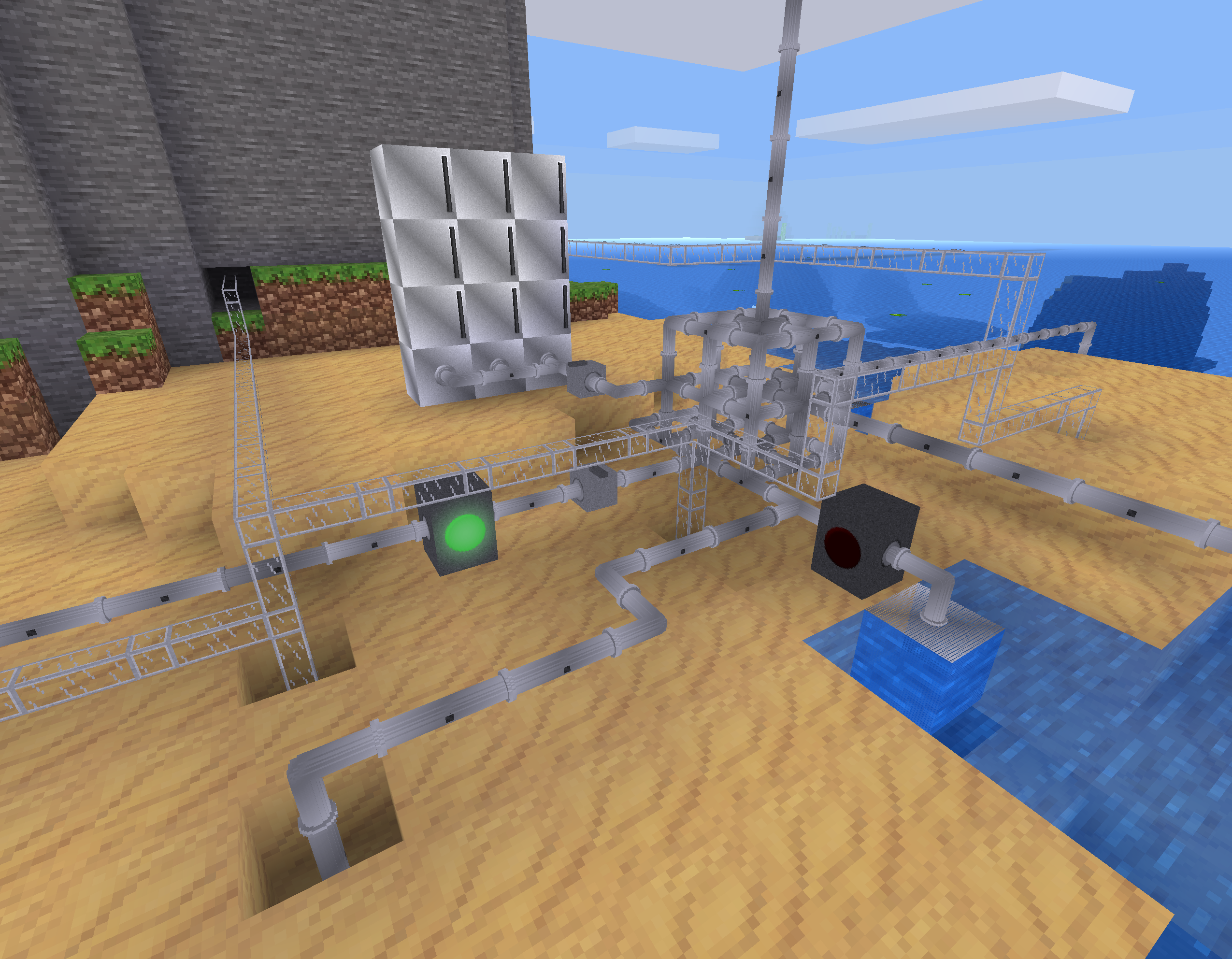
Beispielmod: „pipeworks“

Minetest kann durch Modding in der Skriptsprache Lua erweitert werden.
Die Modding-API ist sehr umfangreich und weil in Minetest die Engine und der Spielinhalt streng getrennt sind, kann das Spiel erweitert werden, ohne die Engine insbesondere die Netzwerksynchronität zu beeinflussen. Das macht es möglich, ein vollkommen neues Spiel auf Basis von Minetest zu entwickeln, welches mit dem eigentlichen Spielinhalt nichts mehr zu tun hat.
Wenn Mods auf einem Server installiert sind, überträgt dieser automatisch die Daten an den Client, welche dieser zum Anzeigen benötigt. Die Scripts der Mods werden auf dem Server ausgeführt. Dadurch ist es möglich, auf einem Server mit beliebigen Mods zu spielen ohne manuell den eigenen Client zu verändern.
Eine Sammlung meist WTFPL-lizenzierter Mods kann im offiziellen Forum gefunden werden (es gibt auch noch andere Webseiten mit Mods wie Custzomine) oder (ab Version 5.1.0) direkt über das Menü (unter Inhalte) heruntergeladen werden. Die Auswahl reicht von Mods, die nur einige Blöcke hinzufügen bis zu Modifikationen, die die Spielwelt von Grund auf ändern.

### Texturenpakete
In Minetest ist es möglich, die vom Spiel, vom Server oder von Mods vorgegebenen Texturen durch von selbst – oder von Dritten erstellten Bildersammlungen – auch als „Texturenpakete“ bekannt – zu ersetzen.
In der offiziellen Version ist ein simples Set aus 16×16 Pixel großen Texturen enthalten, im offiziellen Forum werden von der Community weitere Texturenpakete bereitgestellt. Diese variieren von einfach nur höher aufgelösten Textur-Paketen bis zu solchen, die dem Spiel ein ganz neues Aussehen verleihen können.
Außerdem ist die Erstellung solcher Textur-Pakete sehr einfach, kann von den meisten angewandt werden und ist ausführlich beschrieben auf der Creating-texture-packs-Seite von der Minetest-Wiki-Webseite.

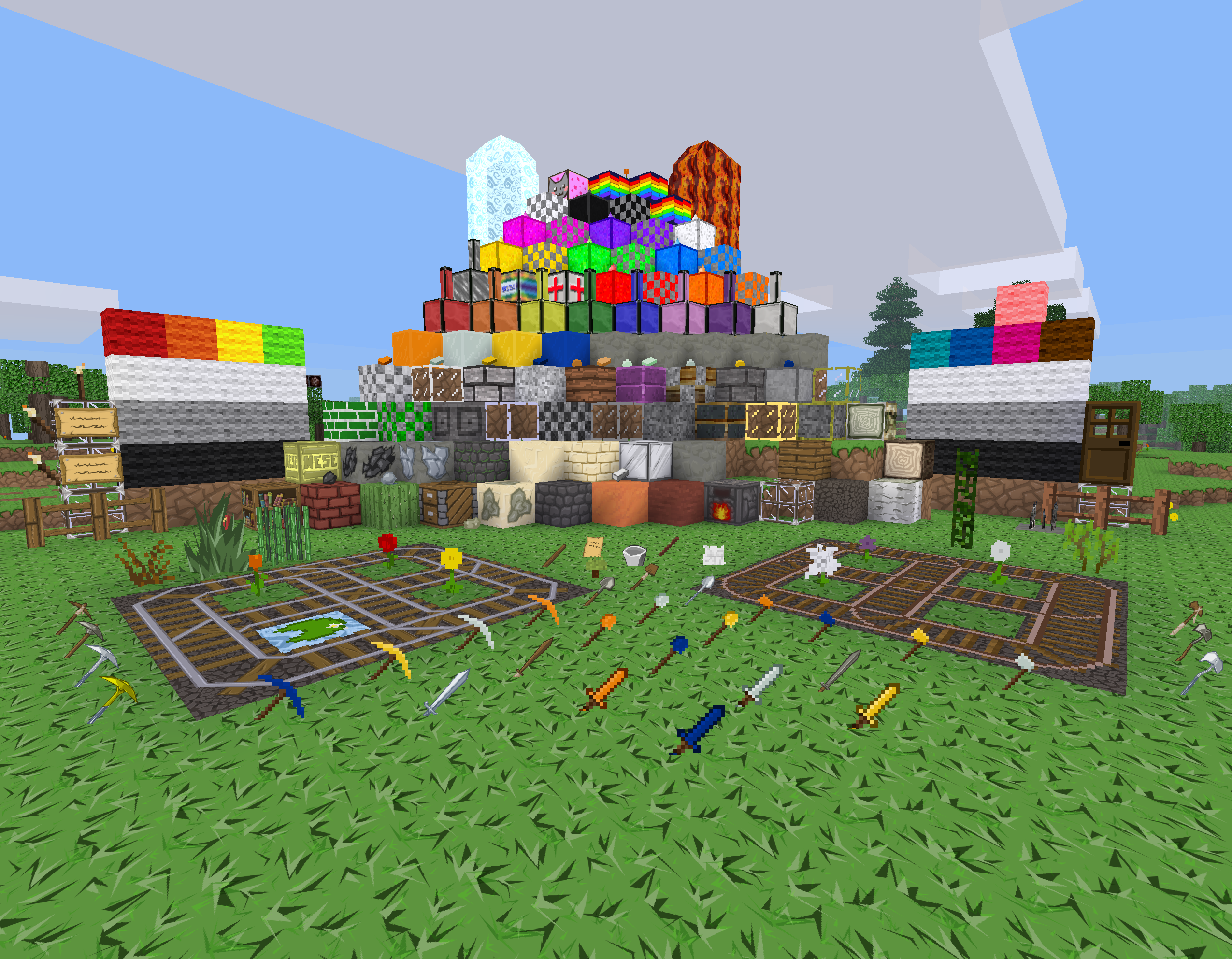
Minetoon: 250 × 250 Pixel (und ein paar nicht überladene Standardtexturen von Mods)
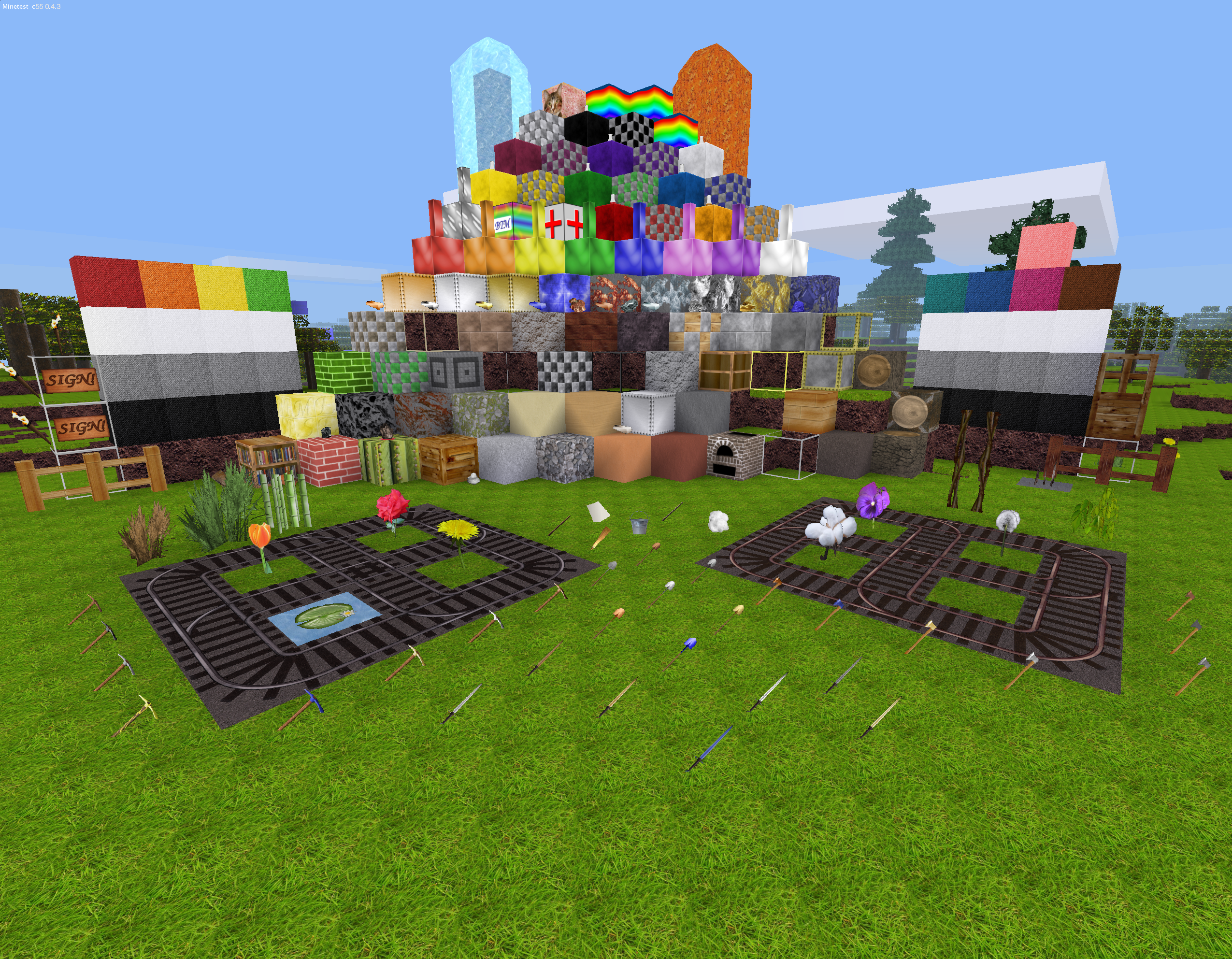
Höherauflösendes HDX Texturepack: 512 × 512 Pixel

## Versionsgeschichte
| Haupt- version                                         | Version           | Veröffentlichung | Anmerkungen |
| ------------------------------------------------------ | ----------------- | --- | --- |
| 0.3.x                                                  | 0.3.0             | 1. November 2011 | |
| 0.3.x                                                  | 0.3.1             | 9. November 2011 | |
| 0.3.x                                                  | 0.3.2             | 12. Mai 2012 | |
| 0.4.x                                                  |                   | | |
| 0.4.0                                                  | 21. Juli 2012     | Spielengine und Inhalt wurden voneinander getrennt. Dies ermöglicht es, einfach Mods zu entwickeln, die das Standardspiel erweitern. Viele neue Elemente kamen dem Spiel hinzu, wie fallende Blöcke (Sand, Kies) Treppen und Wolle. | |
| 0.4.1                                                  | 21. Juli 2012     | | |
| 0.4.2                                                  | 28. Juli 2012     | | |
| 0.4.3                                                  | 5. September 2012 | | |
| 0.4.4                                                  | 6. Dezember 2012  | Ab dem 18. Oktober 2012 fand ein starker Aktivitätsschub bei der Minetest-Entwicklung durch verstärkte Community-Beteiligung statt. In den folgenden Monaten wurden viele alte Fehler behoben und neue Features entwickelt. Namhaft sind dabei die Unterstützung für 3-dimensionale Objekte für Lebewesen, einige Verbesserungen des Netzwerkprotokolls und die Einführung von Shadern, sanfte Tag-Nacht-Übergänge auf Engineseite so wie viele Vereinheitlichungen und Verbesserungen des Spielinhalts. | |
| 0.4.5                                                  | 4. März 2013      | Erste, die komplett von der Community erstellt und veröffentlicht wurde. Neben der Fehlerbehebung wurden neue Features hinzugefügt, sowie kleine Änderungen vorgenommen. Beispielhaft zu nennen ist die Verbesserung des MapGenerators sowie das automatische Auflisten öffentlicher Server für das Multiplaying. | |
| 0.4.6                                                  | 3. April 2013     | Es wurden einige Änderungen im Gameplay vorgenommen. So gibt es nun wieder Dungeons und Dschungel, die mit Version 0.4.4 entfernt wurden. Des Weiteren reagieren nun Lava und Wasser und bilden je nach Bedingung Stein oder Obsidian. Auch neu eingeführt wurden Diamanten, Gold, Bronze, Kupfer und Steinziegel. Dazu kommen noch viele kleine Änderungen und Fehlerbehebungen. | |
| 0.4.7                                                  | 6. Juni 2013.     | Die größten Neuerung im Gameplay sind Blumen, die zufällig in der Welt vorkommen, sowie die Möglichkeit, Landwirtschaft zu betreiben. Neben den zahlreichen kleinen Änderungen und Fehlerbehebungen wurden einige neue Funktionen fürs Modding hinzugefügt, sowie kleine optische Änderungen vorgenommen. | |
| 0.4.8                                                  | 24. November 2013 | Neben kleineren Änderungen, wie neue Sounds und der Verbesserung der Interact-Privilegien, wurde das Ertrinken bei zu langem Aufenthalt unter Wasser und der Wettersupport hinzugefügt. Neben den kleinen Änderungen und Fehlerbehebungen sind wieder neue Funktionen für das Modding hinzugekommen. | |
| 0.4.9                                                  | 1. Januar 2014    | | |
| 0.4.10                                                 | 6. Juli 2014      | Es wurden viele Änderungen vorgenommen. So gibt es beispielsweise nun eine Third-Person-Perspektive, einige neue Blöcke und Items sowie viele Bugfixes. Auch sind Dschungel (implementiert in 0.4.6) standardmäßig aktiviert. | |
| 0.4.11                                                 | 24. Dezember 2014 | | |
| 0.4.12                                                 | 18. Februar 2015  | | |
| 0.4.13                                                 | 20. August 2015   | Viele Fehlerkorrekturen. Neue Funktionen, wie den cinematic mode und Objekte wie Pilze hinzugefügt. Es wurden auch Änderungen am Mapgen vorgenommen. | |
| 0.4.14                                                 | 15. Mai 2016      | Das Boot fährt geringfügig schneller als vorher, Pilzsporen wurden entfernt, der Quellcode für TNT wurde neugeschrieben und um Effekte erweitert, ergänzt wurden eine Falltür aus Stahl, eine stählerne Leiter und Schild, sowie ein einfaches Gartenzauntor, Gras kann auf Sandstränden und Dünen wachsen, die Biome sind laut Entwickler fortan abwechslungsreicher und detaillierter und weitere Änderungen, sowie Bugfixes                                                                           | |
| 0.4.15                                                 | 22. Dezember 2016 | | |
| 0.4.16                                                 | 3. Juni 2017      | Neu hinzugekommen sind Partikelanimationen, ein Ping-Indikator bei der Serverliste, ein anpassbare Fortschrittsanzeige, überarbeitetes Pause-Menü, Option für Undersampling, die Fenstergröße wird für das nächste Mal automatisch gespeichert und weitere Änderungen | |
| 0.4.17.1                                               | 10. Juni 2018     | Enthält lediglich Fehlerbehebungen aus der Entwicklung von 5.0 (ehemalig 0.5). Zudem ist im Vergleich zu der am 3. Juni 2018 erschienenen Version 0.4.17 ein Absturzfehler behoben worden. | |
| 5.x                                                    | 5.0.0             | 4. März 2019 | Highlights: - Online repository (zum Download von Spielen, Mods, Modpacks und Texture Packs aus dem Menü) - Neuer Map Generator: Carpathian - Android: Bessere Steuerung, Joystick - Mods und Spiele können übersetzt werden - ... und vieles mehr! |
| 5.x                                                    | 5.0.1             | 31. März 2019 | Diverse kleine Bugfixes, wie z. B. der Schutz vor mehrzeiligen Chat-Einträgen. |
| 5.x                                                    | 5.1.0             | 12. Oktober 2019 | - Unterstützung für Übersetzungen - Knockback - Bugfixes und Optimierungen |
| 5.x                                                    | 5.1.1             | 17. Januar 2020 | Diverse kleine Bugfixes. |
| 5.x                                                    | 5.2.0             | 5. April 2020 | - Grundlegende Beleuchtung von Modellen - Werkzeuge nutzen sich ab - Fallende Lichtquellen - Wetter verändert Wolken - Realistischere Boote - Wasser weniger transparent - Viele weitere Verbesserungen und Bugfixes |
| 5.x                                                    | 5.3.0             | 9. Juli 2020 | - Farbe des Himmels angepasst - Andere Tasten für Kamera und Minimap - Unterstützung für OpenGL ES 2 unter Android - Mehr Optionen bei Generierung der Welt - Neue Implementierung für schwebende Inseln bei Mapgen V7 - Unterstützung für PostgreSQL für Nutzerverwaltung - Spielmodus „Development Test“ überarbeitet - Viele weitere Verbesserungen und Bugfixes |
| 5.x                                                    | 5.4.0             | 23. Februar 2021 | - ContentDB: Automatische Auflösung der Abhängigkeiten - Mausbelegungen anpassbar |
| 5.x                                                    | 5.5.0             | 30. Januar 2022 | |
| 5.x                                                    | 5.5.1             | 15. Mai 2022 | |
| 5.x                                                    | 5.6.0             | 4. August 2022 | |
| 5.x                                                    | 5.6.1             | 19. September 2022 | |
| 5.x                                                    | 5.7.0             | 8. April 2023 | |
| 5.x                                                    | 5.8.0             | 4. Dezember 2023 | - Neue Oberfläche - „Minetest Game“ wird nicht mehr als Standardspiel in Minetest integriert sein. |
| 5.x                                                    | 5.8.1             | 6. Mai 2024 | - Android-Version |
| 5.x                                                    | 5.9.0             | 11. August 2024 | - Grafikverbesserungen |
| 5.x                                                    | 5.10.0            | 10. November 2024 | - Content Browser Redesign - glTF Support - gettext Translations - Visual Effects - Per-player Objects |
| 5.x                                                    | 5.11.0            | 9. Februar 2025 | - Erste Version unter der Name Luanti - Server Liste Verbesserung - Einstellungen können jetzt während des Spiels geändert werden |
| 5.x                                                    | 5.12.0            | 25. Mai 2025 | - Besseres Visuelle |
| 5.x                                                    | 5.13.0            | 15. August 2025 | - Objekte haben jetzt einen persistierenden Globally Unique Identifier |
| Legende:Alte VersionAktuelle VersionZukünftige Version |                   | | |

## Abspaltungen

### Voxelands
Voxelands wurde von Minetest-C55 0.3.x abgespalten, da sich mehrere Entwickler über die Ausrichtung von Minetest 0.4 uneinig waren. Nach Meinung der Voxelands-Entwickler konzentrierte sich die Weiterentwicklung von Minetest zu sehr auf Modding und die Engine, Voxelands hingegen wollte mehr den Spielspaß in den Vordergrund stellen. Die letzte Version wurde am 24. September 2017 veröffentlicht. Am 25. Juli 2018 gab die Hauptentwicklerin Lisa Milne bekannt, die Arbeit an Voxelands einzustellen, um sich anderen Projekten zu widmen. Der Quellcode ist weiterhin frei auf GitLab verfügbar.

### Freeminer
Freeminer ist eine weitere Abspaltung von Minetest. Auch hier war der Grund eine verschiedene Meinung der Entwickler. 2013 wurde die erste Version veröffentlicht. Die aktuelle Version von Freeminer wurde am 15. Mai 2016 veröffentlicht, auf GitHub fließen allerdings immer noch (Stand 2025) von Zeit zu Zeit kleinere Änderungen ein.

### Final Minetest
Final Minetest sieht sich als Fortsetzung des Minetest-0.4.x-Entwicklungszweigs. Da Minetest 5.x inkompatibel zu älteren Servern und Mods ist, fühlt sich Final Minetest verpflichtet, den Zugang zu älteren Welten und Spielen zu erhalten, in die oft beträchtliche Entwicklungs- und Bauzeit geflossen ist. Durch Verzicht auf viele Features von Minetest 5.x sowie weitere Optimierungen ist Final Minetest laut eigener Aussage schneller, insbesondere auf älteren Rechnern.

## Rezeption
Die Gemeinschaft stehe auf soliden Beinen. Obwohl es sich um einen Klon handele, sei Minetest unabhängig und anders als sein kommerzielles Gegenstück Minecraft. Die einfache Erstellung von Modifikationen wird hervorgehoben. Diese können über ein Repository bezogen werden.